# 阿氏塔稜䲁
阿氏塔稜䲁（學名：Tanyemblemaria alleni），為條鰭魚綱䲁形目煙管䲁科塔稜䲁屬的一個種，種名是為了紀念此類型的收藏家、西澳大利亞博物館的傑拉爾德·R·艾倫（Gerald R. Allen）分布於中太平洋東部巴拿馬珍珠群島海域，深度可達17公尺，本魚身體非常細長，後部逐漸變細，吻尖，嘴斜裂，眼睛上方骨頭有凸起的脊，鼻骨間距較寬，有明顯的凸脊和一排突出的骨質突起，眼睛下方骨頭邊緣有強壯的刺，前鼻孔無觸鬚眼，頭部和身體呈淺灰褐色，上顎後方的臉頰上有一小塊橘色斑點，頭部、身體和背鰭上有白色斑點或斑塊，鰓蓋、胸鰭基底、胸鰭條基部各有一個大的白色斑點，體長可達5.4公分，棲息在沙底質海域，雌魚產附著性卵，雄魚會守護卵，生活習性不明。